# Адем Микуловци
Адем Микуловци (енгл. Adem Mikullovci; Вучитрн, 21. децембар 1937 — Приштина, 15. септембар 2020) био је југословенски и албански глумац и политичар са Косова и Метохије. Између 29. јуна и 7. септембра 2017. обављао је функцију председника Скупштине Републике Косово.

## Биографија
Рођен је у албанској породици исламске вероисповести, у тадашњој Краљевини Југославији. Припада генерацији албанских глумаца некадашњег Покрајинског народног позоришта (сада Народно позориште у Приштини). Након што је 1968. године завршио студије на Академији за филм и позориште у Београду, вратио се у позориште у Приштину и започео своју глумачку каријеру. Од 1968. до 1990. одиграо је 45 главних и 70 споредних улога у представама на албанском језику. Преминуо је 15. септембра 2020. године у 12 и 20 часова.

## Филмографија
| Год.  | Назив              | Улога |
| ----- | ------------------ | ----- |
| 1969. | Кад сам био војник |       |
| 1974. | Црвени удар        |       |